# Новосёловка (Зачепиловский район)
Новосёловка (укр. Новоселівка — село, Чернещинский сельский совет, Зачепиловский район, Харьковская область, Украина.
Код КОАТУУ — 6322284502. Население по переписи 2001 года составляет 701 (317/384 м/ж) человек.

## Географическое положение
Село Новосёловка находится на левом берегу реки Орчик, выше по течению примыкает к селу Климовка (Полтавская область), ниже по течению на расстоянии в 1 км расположено село Романовка, на противоположном берегу — село Чернещина.

## История
- 1820 — дата основания.

## Экономика
- Молочно-товарная и птице-товарная фермы.
- Парники.

## Достопримечательности
- Поселение 2 тыс. лет до нашей эры, 6 — 4 век нашей эры. 6 древних курганов[1].